# Şikar Şikarov
Şikar Şükür oğlu Şikarov (eingedeutscht Schikar Schikarow; * 3. Dezember 1953 in Baku, Aserbaidschanische Sozialistische Sowjetrepublik, UdSSR; † 13. Juni 1992 in Ağdərə, Bergkarabach, Republik Aserbaidschan) war ein Oberst der aserbaidschanischen Streitkräfte. Er fiel im Ersten Bergkarabachkrieg und wurde mit dem Titel „Held Aserbaidschans“ ausgezeichnet.

## Biographie
Şikarov schloss 1971 die Sekundarschule Nr. 46 in Baku ab. Im selben Jahr wurde er in die Bakuer Höhere kombinierte Waffenkommandoschule aufgenommen, die er vier Jahre später mit Auszeichnung absolvierte.
Für die Fortsetzung seiner Militärausbildung wurde Şikarov im Rang eines Leutnants in den Fernen Osten abkommandiert. 1986 ließ er sich an der Frunse-Militärakademie in Moskau einschreiben. Drei Jahre später schloss er sein Studium im Rang eines Oberstleutnants ab und wurde zum Kiewer Militärbezirk entsandt. Dort wurde er Stabschef eines Regiments in der Stadt Luhansk. Zur gleichen Zeit durchlief Şikarov eine Offiziersfortbildung in der DDR.
Nach der gewaltsamen Unterdrückung der aserbaidschanischen Unabhängigkeitsbewegung durch sowjetische Truppen am 20. Januar 1990 kehrte Şikarov nach Baku zurück. Dort wurde er zum Leiter der operativen Abteilung im Hauptquartier der Zivilschutzbehörde Aserbaidschans ernannt. Ab September 1991 wirkte er an der Etablierung der aserbaidschanischen Streitkräfte mit. Nach Erlangung der Unabhängigkeit Aserbaidschans wurde Şikarov zum stellvertretenden Generalstabschef des Verteidigungsministeriums berufen.
Mit Beginn offener Kriegshandlungen in Bergkarabach wurde Şikarov im März 1992 in die Provinz Goranboy abkommandiert. Hier arbeitete er an den Plänen für eine militärische Operation, um gegen die bewaffnete armenische Gruppierungen die Provinzen Goranboy und Ağdərə vorzugehen. Bei einem der heftigen Artilleriekämpfe in der Nähe von Ağdərə wurde Şikarov am 13. Juni 1992 vom Granatsplitter tödlich getroffen.
Şikarov wurde auf der Ehrenallee von Baku, genannt Fəxri Xiyaban, beigesetzt.
Per Dekret des aserbaidschanischen Präsidenten vom 23. Juni 1992 wurde Şikarov posthum als „Held Aserbaidschans“ ausgezeichnet.
Eine Sekundarschule im Verwaltungsbezirk Qobustan trägt den Namen von Şikarov.